# Henri Poincaré
Henri Poincaré   (Nancy, 29 d'abril de 1854 - París, 17 de juliol de 1912) fou un matemàtic francès destacat pels seus treballs sobre equacions diferencials i les seves aplicacions a la mecànica celeste.

## Vida
Poincaré va néixer en una influent família burgesa de Nancy. El seu avi, Jacques-Nicolas, era farmacèutic, establert al palau de Martigny, des que el va comprar el 1833. El seu pare, Léon, era un apreciat professor de la facultat de medicina. El seu oncle, Antoni, era un enginyer inspector general de ponts i carreteres. La seva germana, Aline, es va casar amb el filòsof Émile Boutroux, amb qui Poincaré va establir una forta amistat. El seu cosí germà, Raymond, va ser president de la República Francesa (1913-1920). Ell i la seva germana semblen haver tingut una infància feliç, només esguerrada per una diftèria que va patir quan tenia cinc anys i que el va deixar coix i sense parla durant uns mesos.
El 1862 va començar a anar a escola i quan era al institut ja es va manifestar el seu gran talent per les matemàtiques. El 1870, en esclatar la Guerra francoprussiana, Poincaré va dedicar el temps a estudiar l'alemany i les matemàtiques especials per poder passar l'examen d'ingrés a l'École Polytechnique o a l'École Normale Supérieure. El 1871 va obtenir els batxillerats de ciències i de lletres. El 1873 va ser el primer en els exàmens d'ingrés a l'École Polytechnique i el cinquè als de l'École Normale Supérieure.
El 1873 va ingressar a l'École Polytechnique, on va ser deixeble de Charles Hermite i en la qual es va graduar el 1875. Els següents anys va estudiar al l'École des mines, en la qual es va graduar el 1879. Mentre també obtenia el diploma en matemàtiques de la Facultat de Ciències de París el 1876.
Com graduat de l'escola de mines, va ingressar al Cos d'Enginyers de Mines de l'Estat, essent destinat a Vesoul (Borgonya - Franc Comtat) on havia de controlar tant la mineria com els treballs ferroviaris. Com enginyer, va haver d'investigar les causes d'un accident miner a Magny en el qual van morir 16 persones. Malgrat deixar la feina el mateix any, mai va demanar la baixa definitiva al Cos, en el qual va anar promocionant fins a arribar a Inspector General de segona classe el 1910.
El 1879, doncs, va començar la seva carrera acadèmica com a professor d'anàlisi a la Universitat de Caen. La seva estança a Caen ha estat qualificada com el Annus Mirabilis, ja que va publicar tres articles fonamentals: sobre les formes algebraiques (influència d'Hermite), sobre la teoria de les equacions diferencials i sobre les funcions automorfes, que ell va anomenar fuchsianes (per Lazarus Fuchs) i kleineanes (per Felix Klein).
Aquest mateix any havia defensat la seva tesi doctoral a La Sorbona, davant de un tribunal format per Bonnet, Bouquet i Darboux. En el seu treball resolia un delicat problema en la teoria de les equacions diferencials parcials, estenen un teorema de Sófia Kovalévskaia al camp complex.
El 1881 era nomenat professor d'anàlisi a La Sorbona, universitat en la que va romandre fins a la seva mort, essent successivament professor de física mecànica i experimental (1885), de física matemàtica i probabilitat (1886) i d'astronomia matemàtica i mecànica celeste (1896). El 1888 va rebre el premi Òscar II de Suècia per un treball sobre el problema dels tres cossos. Quan ja estava imprès per l'editor i matemàtic Gösta Mittag-Leffler, Poincaré va descobrir, a instàncies del matemàtic suec Lars Edvard Phragmén, un error que invalidava el treball. Tots els exemplars es van recollir i destruir i, finalment, es va publicar el 1890 amb les esmenes necessàries.
Poincaré va morir el 17 de juliol de 1912 a causa d'una embòlia provocada probablement per una intervenció quirúrgica que s'havia fet uns dies abans.

## Caràcter
Els hàbits de treball de Poincaré s'han comparat amb una abella volant de flor en flor. Poincaré estava interessat en la manera com funcionava la seva ment; va estudiar els seus hàbits i va donar una xerrada sobre les seves observacions el 1908 a l'Institut de Psicologia General de París. Va vincular la seva manera de pensar amb com va fer diversos descobriments.
El matemàtic Darboux va afirmar que no era intuïtiu, argumentant que això es demostra pel fet que treballava tan sovint mitjançant la representació visual. Jacques Hadamard va escriure que la investigació de Poincaré demostrava una claredat meravellosa i el mateix Poincaré va escriure que creia que la lògica no era una manera d'inventar sinó una manera d'estructurar les idees i que la lògica limita les idees.

### Caracterització de Tolosa
L'organització mental de Poincaré va interessar no només al mateix Poincaré sinó també a Édouard Toulouse, psicòleg del Laboratori de Psicologia de l'Escola d'Estudis Superiors de París. Toulouse va escriure un llibre titulat Henri Poincaré (1910). Hi va parlar de l'horari habitual de Poincaré:
- Treballava a les mateixes hores cada dia en períodes curts de temps. Va dur a terme investigacions matemàtiques durant quatre hores al dia, entre les 10 del matí i migdia després de nou a partir de les 5 fins a les 7 de la tarda. Llegiria articles en revistes més tard al vespre.
- El seu hàbit de treball normal era resoldre un problema completament en el seu cap, després enviar el problema completat al paper.
- Era ambidextre i miop.
- La seva capacitat per visualitzar el que escoltava va resultar especialment útil quan assistia a conferències, ja que la seva vista era tan pobre que no podia veure bé el que el professor escrivia a la pissarra.

Aquestes habilitats es van compensar fins a cert punt per les seves mancances:
- Era físicament maldestre i artísticament inepte.
- Sempre tenia pressa i no li agradava tornar per fer canvis o correccions.

- Mai va passar molt de temps en un problema, ja que creia que el subconscient continuaria treballant en el problema mentre ell conscientment treballava en un altre problema.

A més, Toulouse va afirmar que la majoria dels matemàtics treballaven a partir de principis ja establerts, mentre que Poincaré va partir de principis bàsics cada vegada (O'Connor et al., 2002).
El seu mètode de pensament està ben resumit en:
| «                 | Acostumat a descuidar els detalls i a mirar només els cims, va passar d'un a l'altre amb una rapidesa sorprenent i els fets que va descobrir agrupant-se al voltant del seu centre es van classificar instantàniament i automàticament en la seva memòria. | » |
| — Belliver (1956) | |   |

## Obra
La seva obra completa ha estat editada en deu volums per Gauthier-Villars (1916-1954) més un volum addicional que recull alguns articles divulgatius. És una obra d'una varietat extraordinària, només en matemàtiques va abordar gairebé totes les seves branques; però, a més, també va abordar temes d'història i filosofia de la ciència. Sense ànim de ser exhaustiu, la seva obra més important es pot classificar sota les següents rúbriques.

### Funcions automorfes
És la seva primera aportació important; en els anys 1881 i 1882 publica una sèrie de memòries en les que estableix una generalització de les propietats de les funcions el·líptiques en la que convergeixen la teoria de grups, l'anàlisi complexa, la geometria hiperbòlica, les equacions diferencials, la superfície de Riemann i les formes quadràtiques. En aquests treballs apareixen conceptes claus, que seran utilitzats i estudiats per tots els matemàtics posteriors: funció automorfa, disc de Poincaré, sèrie de Poincaré, ...

### Equacions diferencials
Ja en la seva tesi doctoral s'havia interessat en el tema de la forma clàssica: estudiant el seu comportament entorn d'un punt; però a continuació, durant els anys 1885-1886, va establir les bases de la teoria dels desenvolupaments asimptòtics. Poincaré reconeix que cal conèixer l'aspecte general de la corba integral i, com que no existeix cap eina apropiada per fer-ho, ell serà el seu creador.

### Mecànica Celeste
L'estudi de les equacions diferencials de segon ordre el va portar a l'estudi de les equacions diferencials que regeixen el moviment dels planetes no solament sota l'acció del Sol, sinó tenint en compte totes les relacions mútues. Amb aquest estudi va establir nous mètodes de la mecànica celeste que fa servir per l'estudi del problema dels tres cossos, posant en relleu que existeixen solucions asimptòtiques, que els desenvolupaments en sèries trigonomètriques acostumen a ser divergents i que no existeixen més integrals primeres holomorfes que les ja conegudes.

### Topologia
Aquesta disciplina encara no existia com a tal quan Poincaré s'hi va començar a interessar; de fet se l'anomenava Analysis Situs. Poincaré, a partir d'un primer article de 1895, desenvoluparà una teoria poderosa de les varietats, definint el concepte d'homologia. Fruit d'aquest estudi va ser la famosa conjectura de Poincaré, no resolta definitivament fins a la demostració de Grigori Perelman de l'any 2003.

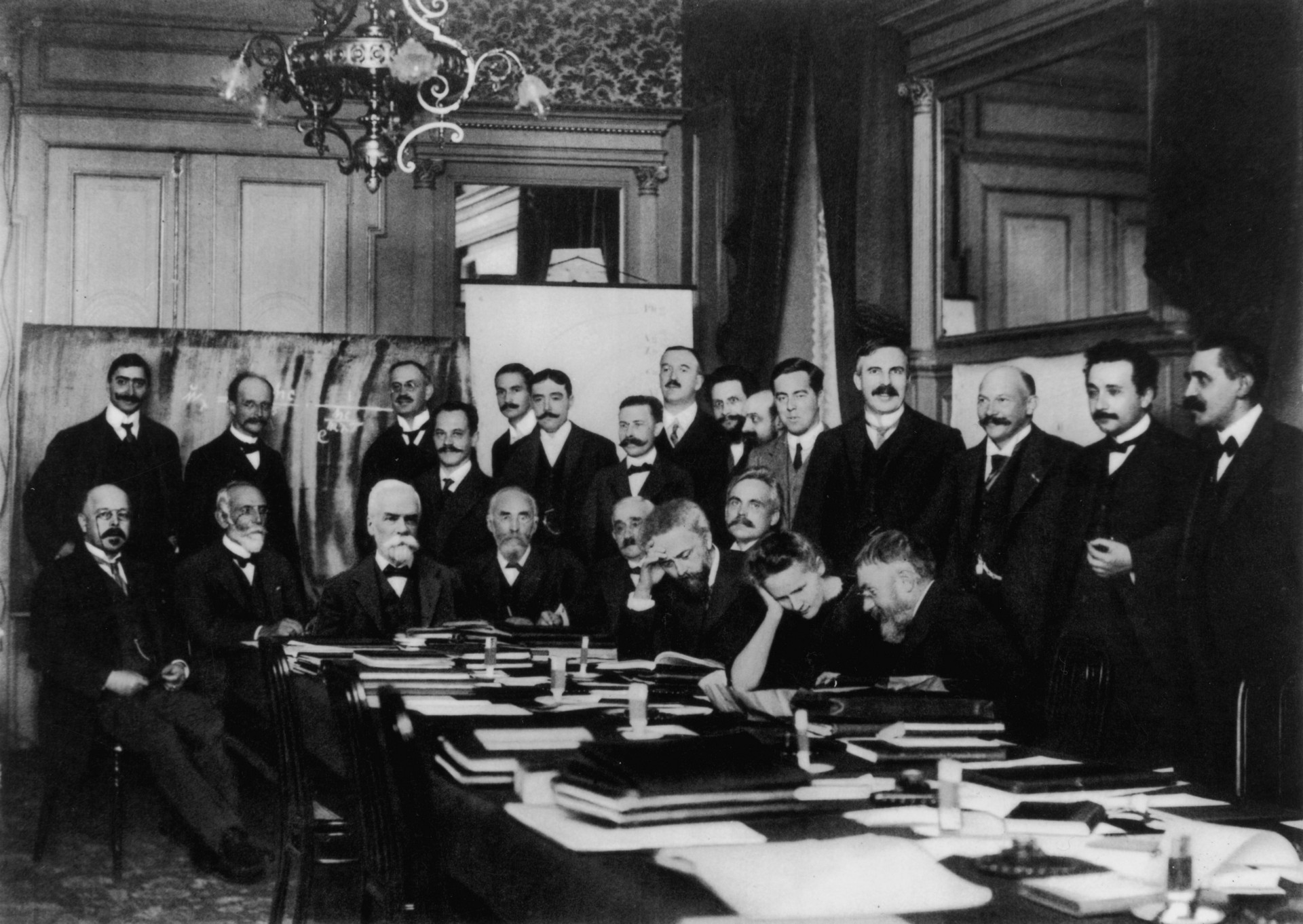
Assegut, el primer per la dreta, Henri Poincaré parlant amb Marie Curie. Darrera seu, aixecat, es pot veure un jove Albert Einstein (segon per la dreta). 1911 - Conferència Solvay.

### Física Matemàtica
Les seves aportacions en aquest camp són fruit del seu estudi de les equacions en derivades parcials. Aquests estudis els va aplicar a diferents aspectes de la física com moviment de les masses fluïdes (anticipant la teoria del caos), o a la dinàmica dels electrons (anticipant la teoria de la relativitat). També es va interessar per nombrosos temes de física pràctica: la telegrafia, la propagació de les ones, l'electrotècnia, etc.
A més d'aquests camps esmentats de les matemàtiques, també va fer aportacions importants en probabilitat, grups de Lie, teoria de nombres, etc.

### Filosofia de les ciències
Al marge del treball matemàtic, també va tenir un vessant filosòfic que el va fer força conegut del gran públic. Poincaré es va introduir en els cercles filosòfics a través del seu cunyat, el filòsof Émile Boutroux amb qui col·labora de diferents formes. La se va postura epistemològica es pot definir com convencionalisme geomètric en el sentit d'afirmar que cap experiment pot decidir sobre la natura de l'espai. Els orígens del seu pensament filosòfic no són gaire clars: ell no dona gaires referències bibliogràfiques (el seu cunyat és citat només dos cops) ni fa referència als filòsofs de la seva època. Fins i tot, per algun lector superficial, el seu pensament podria semblar simple escepticisme científic.